# ハーシェル式望遠鏡

光路図

ハーシェル式望遠鏡（ハーシェルしきぼうえんきょう、Herschelian telescope ）は、ウィリアム・ハーシェルにより考案された反射望遠鏡の一形式である。
ハーシェルが長さ12.2m、口径122cmの「40ft大望遠鏡」を使用していた当時は、反射率の低い金属鏡を使用していたため副鏡を使うと像が暗くなるので、鏡面を少し傾けて筒に取り付け副鏡を使わずに光軸を筒の外に出して観測した。
中小口径の望遠鏡では観測者の頭が光を遮るため大望遠鏡でないと使えない。また光軸がずれているため見え方が悪くなるという欠点がある。
ハーシェル自身も天王星発見に使った口径15.8cmなど多数のニュートン式望遠鏡を使用している。